# Хайръм Стивънс Максим
Сър Хайрам Стивънс Максим (на английски: Hiram Stevens Maxim) е американски и британски изобретател и оръжейник, създател на знаменития модел картечница „Максим“.

## Биография
Максим е роден в град Сенгервил, щата Мейн, САЩ на 5 февруари 1840 г.
След завършването на училище започва работа последователно в няколко завода в градовете Фитсбърг, Бостън и Ню Йорк, като майстор и чертожник. По същото време Максим изобретява различни устройства: машина за добиване на газ за осветление, система за захранване на парни котли с вода и др.
Неговият брат Харолд Максим също е оръжеен изобретател, специалист по експлозивите.
Изучавайки електротехника, Максим, съвместно с Уилямсън и др., основава компания за електрическо осветление през 1877 г. Представя в Париж няколко модела динама и лампи с нажежаема жичка през 1881 г. Към този период се отнасят няколко спора между Максим и Томас Едисон за патента на лампата с нажежаема жичка.
През 1881 г. емигрира в Англия и започва да разработва огнестрелни оръжия. През 1884 г. създава първия прототип на своята знаменита картечница „Максим“.
През 1888 г. заедно с Торстен Норденфелт основава завод за производство на скорострелни пушки и картечници.
От 1896 г. този завод е собственост на оръжейната компания „Викърс“, която го закупува от тогавашните собственици.
През 1899 г. става гражданин на Великобритания. През 1901 г. е обявен за рицар от кралица Виктория.
Освен като изобретател на оръжия, Максим е познат и с изобретената от него ментолов инхалатор за лечение на бронхиална астма. В последните години от живота си се занимава с разработката на летателни апарати.
Умира в Лондон на 24 ноември 1916 г.
Неговият син Хайръм Перси Максим е съосновател на Лигата на радиолюбителите.